# Turã
Turã (em avéstico:  Tūiriiānəm; em persa médio: Tūrān; em persa: توران; romaniz.: Turân; lit.  "A Terra de Tur ") é uma região histórica na Ásia Central. O termo é de origem iraniana e pode se referir a um assentamento humano pré-histórico específico, uma região geográfica histórica ou uma cultura. Os turanianos originais eram uma tribo iraniana da era avéstica.

## Visão geral
Na mitologia iraniana antiga, Tur ou Turaje (Tuze em persa médio) é o filho do imperador Feredum. De acordo com o relato no Xanamé, as tribos nômades que habitavam essas terras eram governadas por Tūr. Nesse sentido, os turanianos poderiam ser membros de dois povos iranianos, ambos descendentes de Feredum, mas com domínios geográficos diferentes e frequentemente em guerra entre si. Turã, portanto, compreendia cinco áreas: a região de Kopet Dag, o vale de Atreque, partes de Báctria, Sogdia e Margiana.
Uma associação posterior dos turanianos originais com os povos turcos é baseada principalmente na subsequente turquificação da Ásia Central, incluindo as áreas acima. De acordo com C. E. Bosworth, no entanto, não havia nenhuma relação cultural entre as antigas culturas turcas e os turanianos do Shahnameh.